# Філіп Кміцінський
Філіп Маріан Кміцінський (пол. Filip Marian Kmiciński; нар. 21 жовтня 1895, Львів, Австро-Угорщина — пом. 6 січня 1976, Варшава, Польща) — польський футболіст та арбітр, виступав на позиції захисника.

## Життєпис
Народився у Львові, футбольну кар'єру розпочав у місцевій «Лехії». У 1913 році перейшов до «Чарні» (Львів), де виступав протягом багатьох років. У збірній Польщі зіграв одного разу, 30 серпня 1925 року в нічийному (2:2) поєдинку проти Фінляндії. Також займався легкоатлетичним спортом. Здобув бронзову медаль у бігу на 200 метрів під час чемпіонату Польщі 1921 року.
Працював суддею на матчах Першої ліги, у 1948 році отримав статус арбітра ФІФА. У 1967 році став почесним членом ПЗПН.